# Lu:na/OASIS
「Lu:na/OASIS」（ルナ / オアシス）は、2003年6月25日にGacktが発表した楽曲、及び同曲を収録したシングル。通算15枚目のシングルである。

## 概要
- 前作「月の詩」からわずか2週間後にリリースされた。
- Gacktのシングルでは初の両A面シングルで、リカットシングルのリリースは、1stシングル「Mizérable」以来14作品、3年11か月ぶりとなる。
- 「Lu:na」、「OASIS」共に、OVA『新・北斗の拳』の主題歌である。「Lu:na」は3rdアルバム『MOON』に、「OASIS」は4thシングル「OASIS」にそれぞれ収録されたもので、アニメの主題歌にタイアップされることを受け、シングルとして改めてリリースされることになった。

## 収録曲
1. Lu:na
  - 作詞作曲:Gackt.C、編曲:Gackt.C, chachamaru

ライブで演奏される際は、原曲よりもアップテンポされて演奏されることが多い。
間奏にあるアコースティック・ギターのソロが存在するのだが、ライブでは、サポートメンバーであるchachamaruが、アコースティック・ギターを演奏するが、HEY! HEY! HEY! MUSIC CHAMPで演奏した際、その部分をエレクトリック・ギターで演奏していた。
後に、ベストアルバム『THE SIXTH DAY 〜SINGLE COLLECTION〜』にて、再録バージョンが収録された。なお、企画アルバム『ARE YOU "FRIED CHICKENz"??』には、この再録バージョンが収録されている。他には、リミックスアルバム『GACKTracks -ULTRA DJ ReMIX-』にて、リミックスバージョンが収録された。その際、先述の再録バージョンを元にリミックスされている。
2. OASIS
  - 作詞作曲:Gackt.C、編曲:Gackt.C, chachamaru

音源自体はシングルバージョンと同じだが、出だしのSEがカットされている。
3. Lu:na (Instrumental)
4. OASIS (Instrumental)

## 収録アルバム
- ここでは、「Lu:na」の収録アルバムのみを記述する。なお、「OASIS」の収録アルバムについては、OASISを参照のこと。

- MOON (#1、原曲)
- THE SIXTH DAY 〜SINGLE COLLECTION〜 (#1、再録バージョン)
- ARE YOU "FRIED CHICKENz"?? (#1、再録バージョン)
- GACKTracks -ULTRA DJ ReMIX- (#1、リミックスバージョン)